# Hypena uncipennis
Hypena uncipennis là một loài bướm đêm trong họ Erebidae.